# Campatonema
Campatonema là một chi bướm đêm thuộc họ Geometridae.

## Các loài
- Campatonema lineata (Schaus, 1911)
- Campatonema marginata Jones, 1921
- Campatonema tapantia Sullivan, 2010
- Campatonema yanayacua Sullivan, 2010